# Temenggungan (Udanawu)
Temenggungan is een bestuurslaag in het regentschap Blitar van de provincie Oost-Java, Indonesië. Temenggungan telt 2545 inwoners (volkstelling 2010).